# La Peau d'un autre (film)
Pour les articles homonymes, voir La Peau d'un autre.
Pour plus de détails, voir Fiche technique et Distribution.
La Peau d'un autre est un film franco-allemand réalisé par René Pujol, sorti en 1937.

## Synopsis
Le très chic couturier parisien Jean Granet a des ennuis avec la police, et va se retrouver incarcéré pendant deux semaines, en province, pour excès de vitesse. Il parvient à se faire remplacer par son ami Lambelin qui, moyennant finance, va purger la peine à sa place. C'est le début d'une suite de quiproquo.

## Fiche technique
- Titre : La Peau d'un autre
- Réalisation : René Pujol
- Scénario : René Pujol
- Supervision : Raoul Ploquin
- Production : Peter Paul Brauer (en), W. Schmidt[1]
- Société de production : Universum Film AG
- Pays d'origine : France, Allemagne
- Langue : version française uniquement
- Format : Noir et blanc - 35 mm - 1,37:1
- Genre : comédie
- Durée : 90 minutes
- Date de sortie : en France -  8 janvier 1937
- Affiche : René Péron (France)

## Distribution
- André Lefaur : Jean Granet
- Armand Bernard : Amédée Lambelin
- Blanchette Brunoy : Anne-Marie
- Ginette Gaubert : Armande Granet
- Ginette Leclerc : Zézette
- Janine Merrey : Danièle Bongrand
- Pierre Palau : Jules Bongrand
- Alfred Pizella : Claude Granet
- Jean Dax : Édouard Granet
- Anna Lefeuvrier
- André Siméon
- Charles Redgie[2]

## Appréciation
« André Lefaur mène cette aventure avec la verve qu’on lui connaît. Si René Pujol ne suit pas, c’est vraiment que son talent de metteur en scène est limité. D’autant que la distribution comprend aussi Armand Bernard, drôlissime en victime malchanceuse, Blanchette Brunoy, ravissante ingénue, Ginette Leclerc, petite femme sexy et talentueuse… comédiens sûrs et disponibles à tous les excès. »

— Paul Vecchiali, L'Encinéclopédie : Cinéastes français des années 1930 et leur œuvre, Éditions de l'Œil, 2010